# Илария (Кобелева)
Илария (в миру Елизавета Кобелева; 1810—1892) — монахиня Курского женского монастыря Русской православной церкви.

## Биография
Елизавета Кобелева родилась в 1810 году в городе Курске в семье местного купца. В тринадцать лет поступила в монастырь и прожила в нём около 70 лет; постепенно прошла почти все монастырские послушания и 18 февраля 1852 года пострижена в монашество с именем Иларии и оказала большие услуги обители.
Большая часть монастырских зданий были построены под её руководством; Илария принимала деятельное участие в устройстве курского епархиального Александровского женского приюта, І Курского епархиального женского училища, и в постройке многих церквей. 23 октября 1886 года она была назначена ризничею монастыря.
Сестра Илария скончалась 27 декабря 1892 (8 января 1893) года.